# Recopa Árabe 1991
La Recopa Árabe 1991 fue la segunda edición de este torneo de fútbol a nivel de clubes organizado por la UAFA y que contó con la participación de 10 equipos campeones de copa de sus respectivos países.
El CO Casablanca de Marruecos venció a Al-Mokawloon Al-Arab de Egipto en la final jugada en Dubái, Emiratos Árabes Unidos para ser campeón de torneo por primera vez.

## Fase de grupos
Todos los partidos se jugaron en el Al-Maktoum Stadium en Dubái.

### Grupo A
| Club                 | J | G | E | P | GF | GC | GD | PTS |
| -------------------- | - | - | - | - | -- | -- | -- | --- |
| Al-Nassr             | 4 | 2 | 2 | 0 | 4  | 1  | +3 | 6   |
| El-Mokawloon El-Arab | 4 | 2 | 1 | 1 | 5  | 3  | +2 | 5   |
| Al-Nasr Dubai        | 4 | 1 | 3 | 0 | 2  | 1  | +1 | 5   |
| Al-Ansar             | 4 | 1 | 0 | 3 | 1  | 3  | −2 | 2   |
| Kazma SC             | 4 | 0 | 2 | 2 | 1  | 5  | −4 | 2   |

| Equipo 1         | Resultado | Equipo 2         |
| ---------------- | --------- | ---------------- |
| Al-Nasr Dubai SC | 1-0       | Al Ansar Beirut  |
| Kazma SC         | 1-4       | Mokawloon        |
| Mokawloon        | 0-0       | Al-Nasr Dubai SC |
| Kazma SC         | 0-0       | Al-Nassr         |
| Al Ansar Beirut  | 0-0       | Kazma SC         |
| Mokawloon        | 0-1       | Al-Nassr         |
| Al-Nassr         | 1-1       | Al-Nasr Dubai SC |
| Al-Ansar Beirut  | 0-1       | Mokawloon        |
| Al-Nassr         | 1-0       | Al-Ansar Beirut  |
| Al-Nasr Dubai SC | 0-0       | Kazma SC         |

### Grupo B
| Club           | J | G | E | P | GF | GC | GD | PTS |
| -------------- | - | - | - | - | -- | -- | -- | --- |
| Muharraq Club  | 4 | 2 | 2 | 0 | 6  | 4  | +2 | 6   |
| CO Casablanca  | 4 | 2 | 1 | 1 | 6  | 4  | +2 | 5   |
| Stade Tunisien | 4 | 1 | 2 | 1 | 5  | 5  | 0  | 4   |
| Al-Arabi       | 4 | 1 | 2 | 1 | 4  | 4  | 0  | 4   |
| Al-Ittihad SC  | 4 | 0 | 1 | 3 | 2  | 6  | −2 | 1   |

| Equipo 1       | Resultado | Equipo 2       |
| -------------- | --------- | -------------- |
| Stade Tunisien | 1-2       | CO Casablanca  |
| Muharraq Club  | 0-0       | Al-Ittihad     |
| Al-Arabi       | 1-2       | Muharraq Club  |
| Stade Tunisien | 2-1       | Al-Ittihad     |
| CO Casablanca  | 1-2       | Muharraq Club  |
| Al-Ittihad     | 1-2       | Al-Arabi       |
| Al-Arabi       | 0-0       | Stade Tunisien |
| Al-Ittihad     | 0-2       | CO Casablanca  |
| CO Casablanca  | 1-1       | Al-Arabi       |
| Muharraq Club  | 2-2       | Stade Tunisien |

## Fase Final
|  | Semifinales            | Semifinales   |   |  | Final                  | Final |  |
|  |                        |               |   |  |                        |       |  |
|  |                        |               |   |  |                        |       |  |
|  | Dubái, 14 de diciembre |               |   |  |                        |       |  |
|  | Muharraq Club          | 0             |   |  |                        |       |  |
|  | Mokawloon (DP 3-5)     | 0             |   |  |                        |       |  |
|  |                        |               |   |  |                        |       |  |
|  |                        |               |   |  | Dubái, 16 de diciembre |       |  |
|  |                        |               |   |  | Mokawloon              | 0     |  |
|  |                        | CO Casablanca | 1 |  |                        |       |  |
|  |                        |               |   |  |                        |       |  |
|  |                        |               |   |  |                        |       |  |
|  |                        |               |   |  | Tercer lugar           |       |  |
|  | Dubái, 14 de diciembre |               |   |  |                        |       |  |
|  | Al-Nassr               | 0             |   |  |                        |       |  |
|  | CO Casablanca (DP 3-4) | 0             |   |  |                        |       |  |

## Campeón
| Recopa Árabe 1991       |
| ----------------------- |
| Bandera de Marruecos    |
| CO Casablanca 1º Título |